# Michèle Chardonnet
Michèle Chardonnet, född 27 oktober 1956, är en fransk före detta friidrottare som tävlade i häcklöpning.
Hennes främsta merit är bronset på 100 meter häck vid de olympiska sommarspelen 1984 i Los Angeles.

## Personliga rekord
- 100 meter häck – 12,97 från 1982 [2]